# IC 1933
IC 1933 је спирална галаксија у сазвјежђу Часовник која се налази на листи објеката дубоког неба у Индекс каталогу.
Деклинација објекта је - 52° 47' 5" а ректасцензија 3h 25m 39,9s. Привидна величина (магнитуда) објекта IC 1933 износи 12,3 а фотографска магнитуда 13,0. Налази се на удаљености од 17,809 милиона парсека од Сунца. IC 1933 је још познат и под ознакама ESO 155-25, IRAS 03242-5257, PGC 12807.